# Veículo aéreo não tripulado
Veículo aéreo não tripulado (VANT), também conhecido como drone (termo inglês para "zangão"), é todo e qualquer tipo de aeronave que pode ser controlada nos 3 eixos e que não necessite de pilotos embarcados para ser guiada (DECEA, 2010). Estes tipos de aeronaves podem ser controladas à distância por meios eletrônicos e computacionais, sob a supervisão de humanos, sendo chamadas neste caso de aeronave remotamente pilotada (ARP). Alguns também podem operar de forma autônoma, sem a intervenção humana, por meio de Controladores Lógicos Programáveis (CLP).

## História
O primeiro uso de veículos aéreos não tripulados foi em julho de 1849, através de balões por forças austríacas contra a cidade de Veneza. Durante a Primeira Guerra Mundial também foram desenvolvidas variações de aviões autônomos controlados por rádio, o ator Reginald Denny criou uma empresa de aviões radio-controlados na década de 1930, vários aviões rádio controlados foram usados na Segunda Guerra Mundial, em 1951 foi desenvolvido o Ryan Firebee, durante a Guerra Fria inúmeros VANTs foram construídos principalmente para missões de espionagem, com a miniaturização das tecnologias, voltaram a ser usados em larga escala durante a Guerra do Golfo.
Os drones foram idealizados para fins militares tendo sido inspirados nas bombas voadoras alemãs, do tipo V-1, e nos inofensivos aeromodelos rádio controlados. Estas máquinas voadoras foram concebidas, projetadas e construídas para serem usadas em missões tradicionalmente de elevado risco para humanos, nas áreas de inteligência militar, apoio e controle de tiro de artilharia, apoio aéreo a tropas de infantaria e cavalaria no campo de batalha, controle de mísseis de cruzeiro, atividades de patrulhamento urbano, costeiro, ambiental e de fronteiras, atividades de busca e resgate, entre outras. Eles são muitas vezes preferidos para missões que são "maçantes ou perigosas" para aviões tripulados como policiamento e combate a incêndios, e com a segurança não militar, como a vigilância de dutos.
Atualmente, o desenvolvimento de pesquisas e fabricação de VANT são realizadas e estimuladas, principalmente, por militares estadunidenses, pelas Forças Armadas de Israel. Os drones são, há vários anos, um dos principais instrumentos da estratégia militar dos Estados Unidos, mas 51 Estados já possuem esta tecnologia.
Segundo relatórios do Bureau of Investigative Journalism (BIJ), sediado em Londres, entre 2 629 e 3 461 pessoas foram mortas desde 2004 no Paquistão, por ataques de drones da CIA e DoD. Entre as vítimas, calcula-se que 475 a 891 eram civis. Nas últimas décadas, os drones foram usados sobretudo no Kosovo, no Tchad, e também nos ataques americanos ao Paquistão e contra a pirataria marítima.
Estima-se que de 2008 a 2012, os Estados Unidos tenham realizado 145 ataques na Líbia, 48 no Iraque e mais de 1 000 no Afeganistão utilizando drones. Os militares britânicos a partir de julho de 2013 lançaram ao Afeganistão 299 drones em suas ofensivas.
Em 24 de janeiro de 2012, a Organização das Nações Unidas lançou um projeto denominado Naming the Dead ("Dando nome aos Mortos"), com a finalidade de investigar a morte de civis e militantes por 25 ataques de drones americanos no Paquistão, no Iêmen, na Somália, no Afeganistão e nos Territórios Palestinos. A investigação é uma resposta a denúncias sobre a morte de civis, inclusive crianças, durante ataques de drones no Iêmen. De acordo com o relator especial da ONU sobre a proteção dos direitos humanos no combate ao terrorismo, "o aumento exponencial do uso da tecnologia dos drones em diversas situações representa um verdadeiro desafio para o direito internacional atual". Segundo dados oficiais, os drones Predator e Reaper dispararam 506 mísseis em 2012, no Afeganistão, contra 294 em 2011 - um aumento de 72% - embora o total de ataques aéreos americanos tenha diminuído 25%, no mesmo período.
Em 12 de dezembro de 2013, 16 civis foram mortos e 10 ficaram feridos em um ataque no Iêmen na província de Al-Baida, onde foram confundidos com membros da Al-Qaeda quando participavam de duas procissões de casamento separadamente.

## Uso civil
Além do uso militar, os drones estão sendo utilizados por civis, como por exemplo por fotógrafos e cinegrafistas em festas de aniversários, casamentos ou eventos em geral. Um drone consegue captar melhores ângulos para fotos e filmagens mantendo a câmera estável por mais tempo facilitando também por conseguinte a produção de vídeo. Estas valências técnicas fazem com que também sejam usados por emissoras de TV, diminuindo o custo em suas filmagens aéreas, considerando que as emissoras televisivas ainda utilizam amiúde o helicóptero.
A tecnologia dos drones pode ser utilizada em resgates em locais de difíceis acessos, áreas de desastres (alagamentos, desmoronamentos, desabamento, incêndios, construções interditadas, etc.), pois tais dispositivos transmitem imagens e vídeo em tempo real contribuindo assim para o sucesso das equipes de resgate. Os drones também são usados para monitorar pessoas, como para evitar ataques ou mesmo casos de vandalismo. Está ainda em testes a utilização de drones para entrega de mercadorias e encomendas. Uma das empresas que está testando esta possibilidade é a Amazon.
Na ecologia, drones podem ser utilizados para detectar espécies invasoras em áreas de difícil acesso, sendo uma alternativa com ótimo custo-benefício e alta eficiência quando comparada a outros métodos .
Outra possível forma de utilização de drones é na agricultura para se identificar rapidamente pragas, falhas no plantio, pulverização, saturação hídrica do solo e outros problemas que acontecem nas lavouras. Além disso, os drones poderão ser usados para outras funcionalidades, como em fotografias, para registrar uma selfie por exemplo. Diversas empresas estão desenvolvendo os chamados "drones-selfie", que poderão ser controlados via controle remoto no pulso. Os drones também vêm sendo utilizados na distribuição de brindes ou para carregar banners como forma de mídia em publicidade e propaganda.

## Lusofonia

### Brasil
O primeiro VANT de que se tem registro no Brasil foi o BQM1BR, fabricado pela extinta CBT (Companhia Brasileira de Tratores), de propulsão a jato. Esse protótipo serviria como alvo aéreo e realizou um voo em 1983. Outro VANT de que se tem conhecimento é o Gralha Azul, produzido pela Embravant. A aeronave possui mais de 4 metros de envergadura, com autonomia para até 3 horas de voo. Os dois primeiros protótipos do Gralha Azul realizaram vários ensaios em voo, operando com rádio controle.
Em 1996, o CenPRA (Centro de Pesquisas Renato Archer) iniciou o Projeto Aurora, com o objetivo de desenvolver VANTs. Seriam dirigíveis usados em diversas áreas: segurança pública, monitoramento ambiental e de trânsito, levantamentos agrícolas, telecomunicações, etc. As forças armadas brasileiras pretendem utilizar dirigíveis híbridos na vigilância das fronteiras e do mar territorial, para garantir a segurança da Amazônia Verde e da Amazônia Azul.
A partir do ano 2000, os VANTs para uso civil começaram a ganhar força no mercado. Foi quando surgiu o Projeto Arara (Aeronave de Reconhecimento Autônoma e Remotamente Assistida), desenvolvido numa parceria do Instituto de Ciências Matemáticas e de Computação da Universidade de São Paulo (ICMC-USP) e a Empresa Brasileira de Pesquisa Agropecuária (Embrapa), especialmente para utilização em agricultura de precisão. O projeto deu origem, em abril de 2005, ao primeiro VANT de asa fixa desenvolvido com tecnologia 100% brasileira, cujo desenho industrial foi patenteado pela EMBRAPA. A empresa AGX faz uso deste modelo e continua desenvolvendo novos VANTs para o setor elétrico, de meio ambiente, segurança pública e defesa.

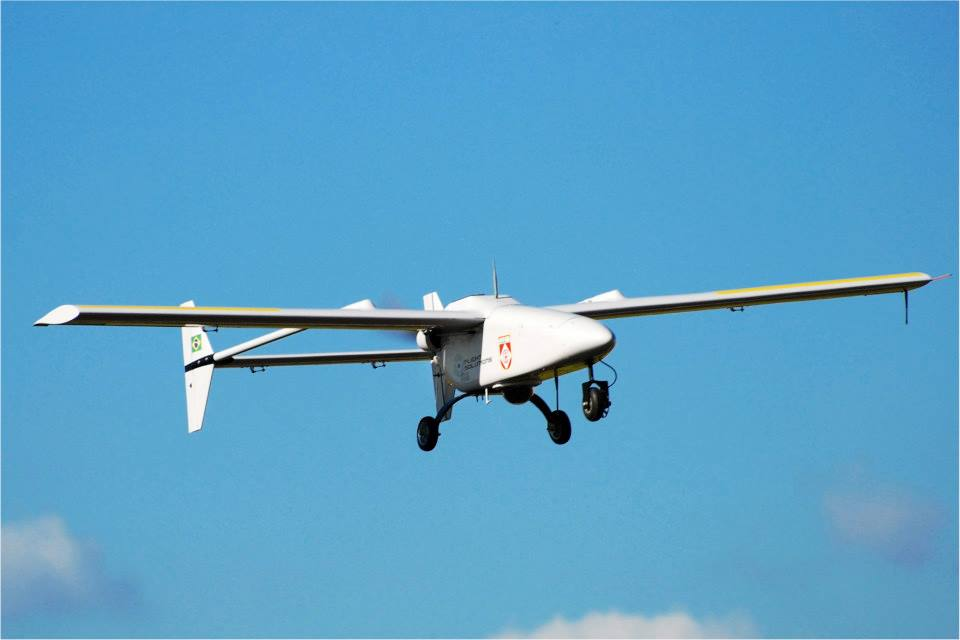
VT-15 durante o voo no Batalhão de Aviação do Exército Brasileiro em Taubaté, São Paulo

Em abril de 2007, durante a LAAD, realizada no Rio de Janeiro, a empresa Flight Technologies lançou, em cooperação com o Centro de Estudos Aeronáuticos da Universidade Federal de Minas Gerais (UFMG), por intermédio de sua então controlada, Flight Solutions, o VANT Tático FS-01 Watchdog. Entre 2008 e 2010, a empresa, em conjunto com o Centro Tecnológico do Exército, desenvolveu uma variante do FS-01 para atender aos requisitos VT-15 do Exército Brasileiro.
Alguns anos depois, em 2009, a Flight Technologies deu início ao desenvolvimento do Horus FT-100, por intermédio de um contrato de desenvolvimento da FINEP), sob um protocolo de intenções com o Exército Brasileiro. O FlightTech Horus FT-100 é VANT de monitoramento desenhado para atender, inicialmente, requisitos do Exército Brasileiro. Em 2013, o Centro Estadual de Administração de DESASTRES – CestAD do Departamento Geral de Defesa Civil – DGDEC, realizou missão de caráter civil com o Horus FT 100, na cidade de Duque de Caxias/RJ. Foi a primeira vez que um VANT foi utilizado para levantamento de áreas atingidas por desastres naturais no Brasil.
Em 2009 deu-se início ao projeto VANT-SAR entre as empresas AGX, Aeroalcool e Orbisat, financiado pela FINEP). Em 2010 iniciou-se o projeto da aeronave Tiriba, a cargo da AGX, que, no final de 2011, resultou na primeira aeronave de propulsão elétrica com tecnologia 100% nacional, para aplicações em imageamento aéreo e aerofotogrametria.
Em 2012, a Flight Technologies venceu a licitação da aeronáutica para desenvolver um VANT de decolagem e pouso automático (DPA-VANT), com investimento previsto de 4,5 milhões de reais em dois anos. O valor será coberto integralmente pela Finep. O projeto está sendo gerenciado pelo Departamento de Ciência e Tecnologia Aeroespacial e conta com o apoio do Ministério da Defesa e a participação do Centro Tecnológico do Exército e do Instituto de Pesquisas da Marinha (IPqM). A Flight é uma empresa brasileira, localizada no Parque Tecnológico de São José dos Campos, e atua no mercado de defesa e segurança aeronáutica.
Em Santa Maria (Rio Grande do Sul), a FAB passou a montar VANTs produzidos pela AEL, subsidiária da Elbit Systems, a maior empresa privada fabricante de produtos de defesa de Israel. Esses VANT são parte de um acordo de 48 milhões de reais firmado com o Brasil em 2010 e serão usados em operações ao longo da fronteira e durante grandes eventos como a Copa das Confederações, em 2013, a Copa do Mundo, em 2014, e as Olimpíadas de 2016. Segundo o Stockholm International Peace Research Institute, durante o mandato do ex-ministro da Defesa, Nelson Jobim, o Brasil se tornou um dos maiores importadores de armas e de tecnologia militar israelenses.

### Portugal
De 2009 a 2015, a Academia da Força Aérea Portuguesa e a Universidade do Porto, desenvolvem em parceria o projeto "Pitvant", que consiste em criar drones totalmente portugueses.
No dia 16 de abril de 2014, a Marinha Portuguesa apresentou o primeiro avião não tripulado em conjunto com a empresa Tekever com tecnologia 100% portuguesa. A primeira tentativa de lançamento do drone fracassou, tendo o aparelho caído na água, situação caricata que se tornou viral na Internet. Na segunda tentativa o avião voou sem problemas.
Em setembro de 2018 o Exército Português confirma a compra de 36 drones RQ-11B Raven para ações militares de vigilância e obtenção de informações, vindo equipados com estações de controlo e vários equipamentos para obtenção de imagens em tempo real, a cores e por infravermelhos, para operações diurnas e noturnas. A estreia destes drones em situações reais foi feita na República Centro-Africana em 2019 junto do contingente português em operações de combate.
No ano de 2020 a Força Aérea Portuguesa encomendou 12 drones desenvolvidos e fabricados em Portugal, pela UAVision, do modelo OGASSA OGS42, alguns com capacidade VTOL (descolagem e aterragem vertical). Em 2020, 6 destes drones tinham realizado um total de 97 missões e 395 horas de voo, tendo detetado 62 fogos florestais. A integração destas aeronaves estará concluída em 2022, ano em que será entregue a última das 12 unidades.
A Marinha Portuguesa em 2020 começou a integrar drones nos seus navios de guerra, de maneira a facilitar as ações de vigilância em alto mar.
Também a Polícia de Segurança Pública e a Guarda Nacional Republicana utilizam drones em ações de vigilância urbana e vigilância florestal, dos quais se destacam 2 Tekever AR1 Blue Ray com um alcance de 20km e uma velocidade de 80km/h. Em 2020 a lei que permitia a utilização destes drones foi alterada de maneira a facilitar o seu uso pelas forças policiais.
Atualmente todos os ramos das Forças Armadas Portuguesas operam drones de várias tipologias e dimensões, tendo o Exército Português desenvolvido táticas para neutralizar drones inimigos, com recurso a armas de fogo.